# جورج إي جودفيلو
كان جورج إيموري جودفيلو (من 23 ديسمبر 1855 إلى 7 ديسمبر 1910) طبيبًا وعالم تاريخ طبيعي في الغرب الأمريكي القديم في القرن التاسع عشر والذي اكتسب شهرة كالخبير الأول في الولايات المتحدة في علاج جروح الإصابة بعيار ناري. كممارس طبي في تومبستون، مقاطعة أريزونا، عالج جودفيلو العديد من الجروح الناتجة عن العيارات النارية لكل من رجال القانون والخارجين عن القانون. لقد سجل العديد من الحالات الطبية الهامة لأول مرة طوال حياته المهنية، بما في ذلك إجراء أول عملية استكشاف بطني جراحية موثقة لعلاج جرح عيار ناري في البطن وأول عملية استئصال البروستات من العجان لإزالة البروستات المتضخمة. كما أنه رائد في استخدام التخدير النخاعي وتقنيات التعقيم في علاج جروح العيارات نارية، ويعتبر أول جراح رضة مدني.
كان جودفيلو معروفًا كطبيب مشاكس، «لامع ومتعدد الاستخدامات» باهتمامات واسعة النطاق. لم يمارس الطب فحسب، بل أجرى أيضًا أبحاثًا عن سم وحوش جيلا؛ نشر أول خريطة صدع سطحي لزلزال في أمريكا الشمالية؛ أجرى مقابلة لجيرانيمو ولعب دورًا في التوسط للتوصل إلى تسوية سلمية في الحرب الإسبانية الأمريكية. لقد كان ملاكمًا ماهرًا، وفي عامه الأول في أكاديمية الولايات المتحدة البحرية، أصبح بطل الأكاديمية في الملاكمة، على الرغم من أنه طُرد سريعًا بسبب تورطه في حادث مزعج ضد أول أمريكي من أصل أفريقي حضر إلى المؤسسة. في عام 1889، دخل في معركة مع رجل آخر وطعنه، ولكن تبين أنه تصرف دفاعًا عن النفس.
عالج جودفيلو فيرجيل إيرب ومورجين إيبر بعد إصابتهما في النزاع المسلح في أو كيه كورال. ساعدت شهادته في وقت لاحق على إعفاء إيبربس ودوك هوليداي من تهم القتل لقيامهم بإطلاق النار وقتل ثلاثة رعاة بقر خارجين عن القانون خلال تبادل لإطلاق النار. عالج فيرجيل مرة أخرى عندما أُجذم في كمين وهرع إلى جانب مورغان عندما أصيب بجروح قاتلة على يد قاتل مأجور. غادر جودفيلو تومبستون في عام 1889 وأنشأ عملًا ناجحًا في توكسون قبل الانتقال إلى سان فرانسيسكو في عام 1899 وافتتاح مكتب طبي هناك. فقد عمله وجميع ممتلكاته الشخصية في زلزال سان فرانسيسكو عام 1906 ثم عاد إلى الجنوب الغربي، حيث أصبح كبير الجراحين لسكة حديد جنوب المحيط الهادئ في المكسيك. مرض في عام 1910 وتوفي في وقت لاحق من ذلك العام في لوس أنجلوس.

## عمله الطبي في تومبستون
في عام 1880، قرر جودفيلو فتح عمله الطبي الخاص. في 15 سبتمبر، ألغى عقده الخاص بالجيش وانتقل هو وزوجته إلى مدينة تومبستون المزدهرة لتعدين الفضة في مقاطعة كوتشايز بإقليم أريزونا. كان عمر المدينة أقل من عام، ولكن عدد سكانها قد انفجر من حوالي 100 شخص في مارس 1879، عندما كانت تتألف في معظمها من أكواخ خشبية وخيام؛ وبحلول خريف عام 1879، كان أكثر من ألف من عمال المناجم الأقوياء والتجار يعيشون في معسكر قنب وأعواد ثقاب المبني فوق أغنى اكتشاف للفضة في الولايات المتحدة، وبحلول وصول جودفيلو، كان عدد سكان البلدة أكثر من 2000. كان هناك بالفعل 12 طبيبًا يعملون في تومبستون، لكن فقط جودفيلو وثلاثة آخرون يحملون شهادات في كلية الطب.
في عمر 25 عامًا، افتتح جودفيلو مكتبًا في الطابق الثاني من صالون قصر الكريستال، أحد أفخم الصالونات في الغرب. كان أيضًا موقع للمكاتب للمسؤولين البارزين الآخرين، بما في ذلك الطبيب الشرعي لكورونر الدكتور «إيتش أم ماثيوز»، النائب المارشال فيرجيل إيرب، المحامي جورج دبليو بيري، شريف مقاطعة كوشيس جوني بيهان، وقاضي الصلح ويلس سبيسر. عندما لم يكن مشغولًا في رعاية المرضى، مشى جودفيلو عبر السلالم الخارجية إلى الصالون في الأسفل، حيث أمضى عدة ساعات في احتساء الكحول ولعب «فارو» والمراهنة على سباقات الخيل والسباقات بالقدم والمصارعة ومباريات الملاكمة. وبحسب ما يقال، فقد تماشى مع جميع الطبقات الاجتماعية المتنوعة في المدينة، من العمال الكادحين إلى النخبة الأثرياء، كما مع الشخصيات مثل المحامي المخمور المعروف ألين إنجليش.
فقد جودفيلو مكتبه عندما احترق الصالون ومعظم وسط مدينة تومبستون بالكامل أثناء حريق كبير في 26 مايو 1882. أعيد بناء المبنى بسرعة واكتسب قصر الكريستال سمعة بسبب المقامرة والترفيه والطعام وأفضل أنواع النبيذ والمشروبات الكحولية والسيجار على مدار 24 ساعة في اليوم. اعتنى جودفيلو بالفقير وعوض من قبل المقاطعة بمعدل 8000 دولار إلى 12000 دولار في السنة.
كانت تومبستون مدينة حدودية خطيرة في ذلك الوقت، وكانت مسرحًا لصراع كبير أدى إلى توفير العديد من المرضى لجودفيلو. كان معظم كبار مربي الماشية وكذلك العديد من الخارجين عن القانون المحليين، بما في ذلك رعاة البقر، متعاطفين مع الكونفدراليين والديمقراطيين من الولايات الجنوبية، ولا سيما ميسوري وتكساس. كان أصحاب المناجم والأعمال، وعمال المناجم، ورجال قانون المدينة، بمن فيهم الإخوة فيرجيل، ومورجان ووايات إيرب، ومعظم سكان البلدة الآخرين جمهوريون من الولايات الشمالية. كان هناك أيضًا نزاع أساسي حول الموارد والأراضي والتقاليد ونمط العيش الجنوبي وفلسفة الإصلاح الزراعي للحكومة المصغرة لرعاة البقر الريفين التي تتناقض مع الرأسمالية الصناعية على النمط الشمالي. سألت صحيفة تومبستون ديلي جورنال في مارس 1881 كيف يمكن لمئات الخارجين عن القانون أن يروعوا أفضل نظام حكومي في العالم، متسائلة: «ألا يستطيع المارشال أن يستدعي قوات صغيرة ويطرد الأشرار؟»، وصف جودفيلو في وقت لاحق تومبستون باسم «تجميع الشر».

## المرجع لإصابات العيارات النارية
يتذكر جودفيلو اليوم لكونه رائد في الاستخدام العملي لتقنيات التعقيم في علاج جروح العيارات النارية عن طريق غسل جرح المريض ويداه بصابون الغسول القلوي أو الويسكي. أصبح في وقت واحد المرجع الرائد في أمريكا لجروح العيارات النارية وكان أيضًا معروفًا على نطاق واسع لمهاراته كجراح.
في 2 يوليو، 1881، أطلق القاتل المأجور تشارلز غيتو النار على الرئيس جيمس جارفيلد. كان يُعتقد في وقت لاحق أن إحدى العيارات النارية قد استقرت بالقرب من كبده ولكن لم يعثر عليها. دعت الممارسة الطبية القياسية في ذلك الوقت الأطباء إلى إدخال أصابعهم غير المعقمة في الجرح للبحث عن مسار الرصاصة وتحديد مسار العيار الناري. لا النظرية الجرثومية ولا تقنية الدكتور جوزف ليستر «الجراحة المعقمة» التي تستخدم حمض الكاربوليك (الفينول) المخفف، والذي ظهر لأول مرة في عام 1865، وحتى بنسبة أقل بكثير عملية فتح تجاويف البطن لإصلاح جروح العيارات النارية، لم تكن قد قُبلت حتى كممارسة قياسية من قبل السلطات الطبية السائدة. حضر ستة عشر طبيبًا إلى غارفيلد ومعظمهم فحصوا الجرح بأصابعهم أو أدواتهم الملوثة. يتفق المؤرخون على أن العدوى الكبيرة كانت عاملًا هامًا في وفاة الرئيس غارفيلد بعد شهرين.